# Данилов, Дмитрий Данилович
Дми́трий Дани́лович Дани́лов (6 ноября 1902 года, село Яншихово-Норваши — 28 апреля 1966 года, Москва) — чувашский советский писатель, театральный и общественный деятель. Заслуженный деятель искусств Чувашской АССР.

## Биография
Дмитрий Данилов родился в бедной крестьянской семье. После окончания в 1917 году двухклассного училища работал учителем начальных классов.
В 1927 году Д. Данилов окончил Восточно-педагогический институт в Казани и стал преподавателем русского и чувашского языков в Казанском чувашском педагогическом техникуме. В это же время он возглавил чувашскую секцию при Татарской ассоциации пролетарских писателей и редактировал альманах «Ут`м».
В 1934 году окончил московский Институт красной профессуры и стал редактором газеты «Красная Чувашия». В 1936 году был избран председателем правления Союза писателей Чувашии. Через год перешёл на работу в Чувашский НИИ при Совнаркоме Чувашской республики. С 1938 по 1940 год заведовал сектором текущей политики Дома партийного просвещения Чувашского обкома компартии, отделом пропаганды газеты «Красная Чувашия».
С 1940 года и до конца своих дней Д. Данилов работал в ГИТИСе — проректором, заведующим, старшим преподавателем чувашских театральных студий. При его участии в институте дважды (в 1947 и в 1961 годах) состоялся выпуск группы чувашских артистов.
Литературная деятельность Д. Данилова началась в 1932 году с публикации в журнале «Марксистско-ленинское искусствоведение» обзорной статьи «Классовая борьба в чувашской литературе». Впоследствии им были написаны статьи о чувашском театре и национальном изобразительном искусстве. Большое внимание Д. Данилов уделил истории чувашской литературы. Он написал десятки статей, посвящённых творчеству чувашских писателей. Выделяется серия его статей, связанных с творчеством М. Сеспеля.
Член ВКП(б) (с 1927), Союза писателей СССР (с 1939).

## Награды
За заслуги в развитии чувашского театрального искусства и литературы Д. Данилову было присвоено почётное звание «Заслуженный деятель искусств Чувашской АССР». Он был награждён медалями «За оборону Москвы», «За доблестный труд в Великой Отечественной войне 1941—1945 гг.», а также почётной грамотой Президиума Верховного Совета Чувашской АССР.